# Baal (jeu vidéo)
Pour les articles homonymes, voir Baal (homonymie).
Baal est un jeu vidéo d'action développé par WJS Design et édité par Psygnosis en 1989 sur Amiga, Atari ST, Commodore 64 et DOS.

## Scénario
Le 6 juin 1999, une équipe d'archéologues découvre une ancienne porte qui, lorsqu'elle est malencontreusement ouverte, réveille Baal une entité démoniaque oubliée, ainsi que son armée de créatures malfaisantes. L'armée de Baal prend d’assaut les humains et parvient à s'emparer d'une arme de guerre qui permet à leur maître de régner sur l'humanité et de la réduire en esclavage. En désespoir de cause, l'humanité tient un conseil de guerre qui planifie une contre-attaque pour récupérer l'arme dérobée et éliminer Baal. Il est décidé de créer les Time Warriors, une unité de combat futuriste qui doit s'infiltrer, par téléportation, dans le repaire de l'ennemi. L'arme dérobée y a été dispersée et il faut la retrouver car le sort de l'humanité en dépend.

## Système de jeu
Le joueur incarne le leader des Time Warriors et doit progresser dans des niveaux en vue de profil à scrolling multidirectionnel. Il doit éliminer des monstres avec son fusil laser tout en évitant des pièges, dont des mines antipersonnel, des barrières énergétiques et des précipices qui freinent la progression. Pour avancer dans les niveaux, le joueur doit désactiver les barrières énergétiques en détruisant au préalable les générateurs d'énergie qui les alimentent. Cela implique la mémorisation des emplacements à détruire et la réalisation de séquences d'action adéquates pour progresser dans le jeu. En outre, la progression dans le repaire ennemi nécessite de collecter les composants de l'arme dérobée qui ont été disséminés dans les niveaux. La progression s'opère également en contrôlant un véhicule de type Réacteur dorsal.
D'autres objets sont également disséminés dans le jeu et peuvent être collectés. C'est notamment le cas pour le fusil laser, dont la puissance peut être augmentée en récupérant des unités d'alimentation. Le fusil laser peut également nécessiter, après utilisation intensive, d'être rechargé auprès d'une borne.

## Équipe de développement
- Conception et programmation : Wayne J. Smithson
- Graphisme : Chris Warren, Jeff Bramfitt (intro)
- Musique : Ray Norrish (Amiga), Mike et Tony (ST)
- Illustration : Melvyn Grant (jaquette), Roger Dean (logo)

Le jeu a été adapté sur Commodore 64 par Probe Software (Daryl Bowers, Andrew Morriss) et sous DOS par Tim Ansell.

## Accueil
Le magazine Tilt salue la qualité de réalisation, le système de progression labyrinthique du jeu, son atmosphère satanique, ainsi que la richesse du bestiaire. La jouabilité est comparée à Obliterator, un titre d'action-aventure précédemment développé par Psygnosis et sorti en 1988 .
Computer + Video Games considère que la recherche et la désactivation des portes énergétiques donne au jeu des éléments de puzzle game. Julian Rignall (en), critique anglophone reconnue, qualifie la bande son comme l'une des meilleures jamais entendues sur Atari ST. Le système de sauvegarde du jeu, peu répandu à l'époque, est également salué très favorablement.

## Manuel de jeu
[Manuel de jeu] (en) Psygnosis Limited, Baal : This game is tough!, 16 p. (lire en ligne). .